# Benedikt Roezl
Benedikt Roezl, appelé aussi Benedict ou Don Benito Roezl, né le 13 août 1823 à Horomeritz, Bohême, mort le 14 octobre 1885 à Prague, est un explorateur, jardinier et botaniste autrichien de Bohême. C'est probablement le collecteur d'orchidées le plus célèbre de son époque. Il explora le Mexique, Cuba, le Panama, le Venezuela, le Pérou, la Colombie, les États-Unis et divers autres pays et entretint un lien commercial étroit avec Henry F.C. Sander, lui fournissant des spécimens en grande quantité, ainsi qu'avec Eduard Ortgies, directeur du jardin botanique de Zurich. Malgré la perte d'une main, Benedikt Roezl parcourut le monde, découvrant plus de huit cents espèces d'orchidées, dont quarante ont reçu un nom dédié en son honneur.

## Biographie
Roezl est le fils d'un jardinier autrichien de Bohême. Il entre à treize ans en apprentissage aux jardins du comte von Thun dans son domaine de Tetschen, puis il devient jardinier dans diverses propriétés de l'aristocratie autrichienne en Galicie et en Moravie. Il est employé ensuite, comme chef de culture, à l'école d'horticulture de Gand fondée par Louis van Houtte, mais part pour le Mexique en 1854 où il ouvre une pépinière de conifères. Il part ensuite pendant trente ans collecter des plantes exotiques en Amérique du Sud par la suite et les vendre en Europe. Il ratisse à pied ou à cheval la côte ouest d'Amérique du Nord, les forêts d'Amérique centrale et d'Amérique du Sud pour rapporter des orchidées qui s'arrachent à prix d'or en Angleterre (aux enchères) et en Europe. En 1869, par exemple, il expédie en Europe plus de dix mille orchidées du Pérou et de Colombie, puis de Caracas huit tonnes d'orchidées à Londres. Un grand nombre de plantes meurent pendant la traversée par bateau. Il fait des séjours à Londres pour participer aux ventes aux enchères et repartir ensuite collecter les espèces les plus chères, comme le cattleya blanc, ou Odontoglossum cervantesii.
Après une vie riche en aventures, il meurt à Prague à l'âge de 61 ans.

## Œuvres
- Benedikt Roezl, Catalogue des graines de conifères mexicains, 1857,
- (cs) Benedikt Roezl, Poslední má cesta na západní pobřeží mexické (Mon dernier voyage sur la côte occidentale du Mexique), in Flora, vers 1880, trad. de l'allemand.
- (cs) Benedikt Roezl, Rostliny mnou v severní a jižní Americe objevené (Les plantes que j'ai découvertes en Amérique du Nord et du Sud), in Flora, vers 1880, trad. de l'allemand.

## Hommages

### Taxons dont le nom est dédié à Roezl
Parmi les orchidées nommées en l'honneur de Benedikt Roezl figurent :
- Genre : Roezliella ;
- espèces :
  - Miltoniopsis roezlii,
  - Pescatorea roezlii,
  - Selenipedium roezlii,
  - Sobralia roezlii.

Autres plantes :
- Genre : Roezlia, genre de la famille des Agavaceae comprenant trois espèces dont Roezlia granadensis ;
- espèces :
  - Zamia roezlii - cycadale de la famille des Zamiaceae originaire d'Amérique du Sud,
  - Ribes roezlii - espèce de groseillier (Grossulariaceae) originaire de Californie.

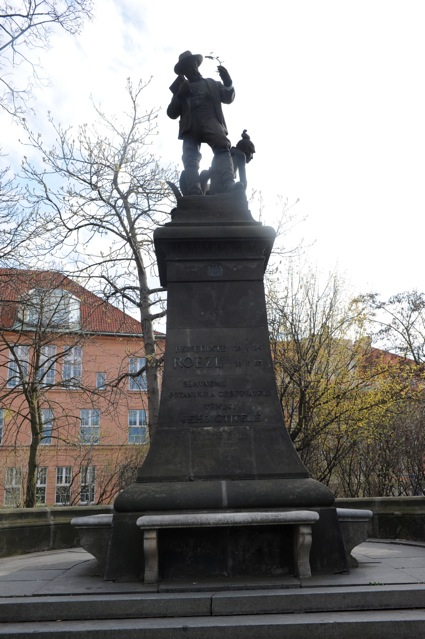
Statue de Benedikt Roezl à Prague.

### Statuaire
Une statue en pied de Benedikt Roezl tenant une orchidée à la main est érigée en 1898 sur la place Charles à Prague.